# Fagerhult (Västra Götaland)
Fagerhult – miejscowość (tätort) w Szwecji, w regionie administracyjnym (län) Västra Götaland, w gminie Uddevalla.
Według danych Szwedzkiego Urzędu Statystycznego liczba ludności wyniosła: 499 (31 grudnia 2015), 469 (31 grudnia 2018) i 467 (31 grudnia 2019).